# Radětice (Boêmia Central)
Radětice é uma comuna checa localizada na região da Boêmia Central, distrito de Příbram.